# Julius Cosmar

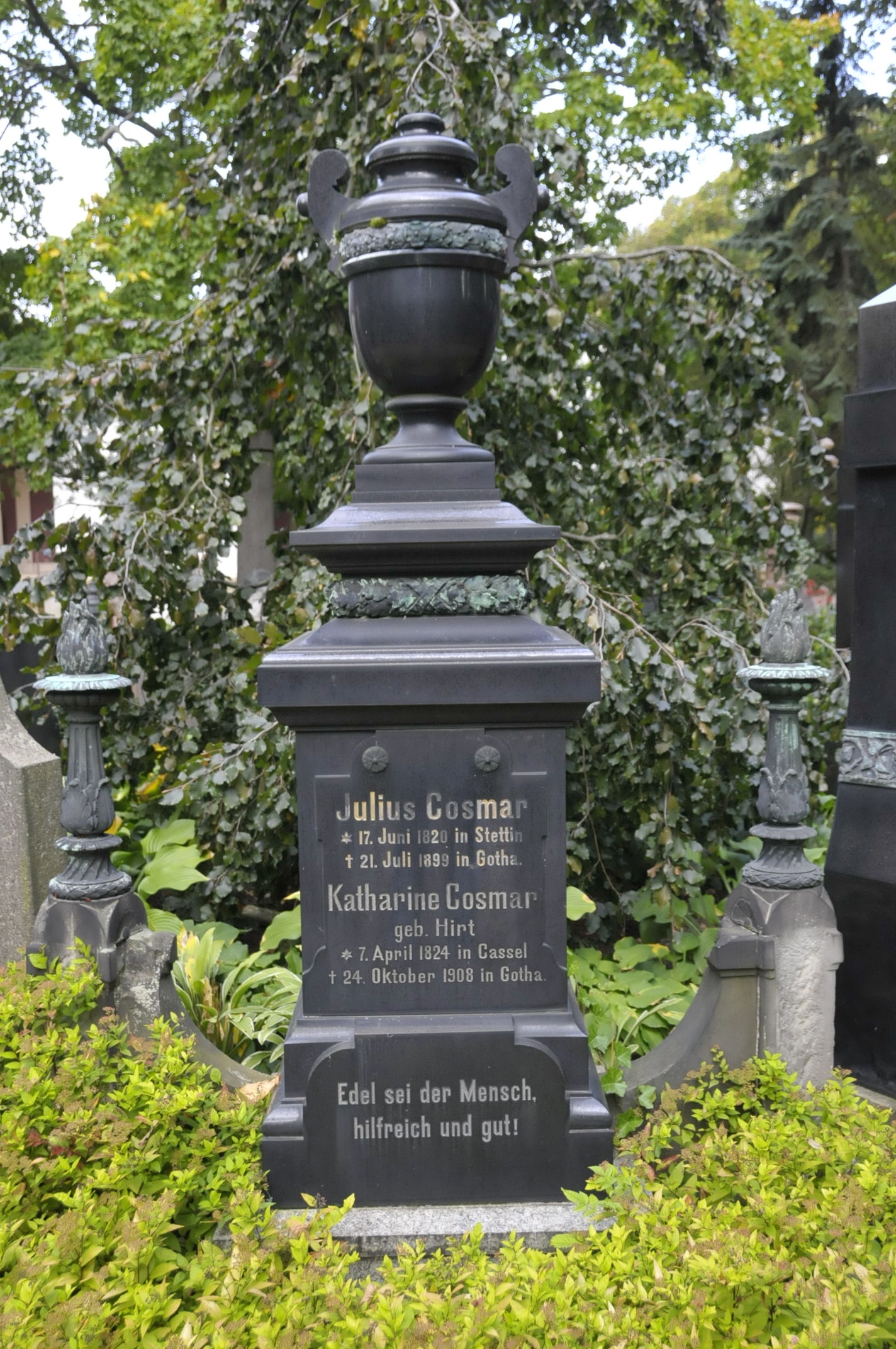
Grabstätte von Julius und Katharine Cosmar auf dem Hauptfriedhof Gotha

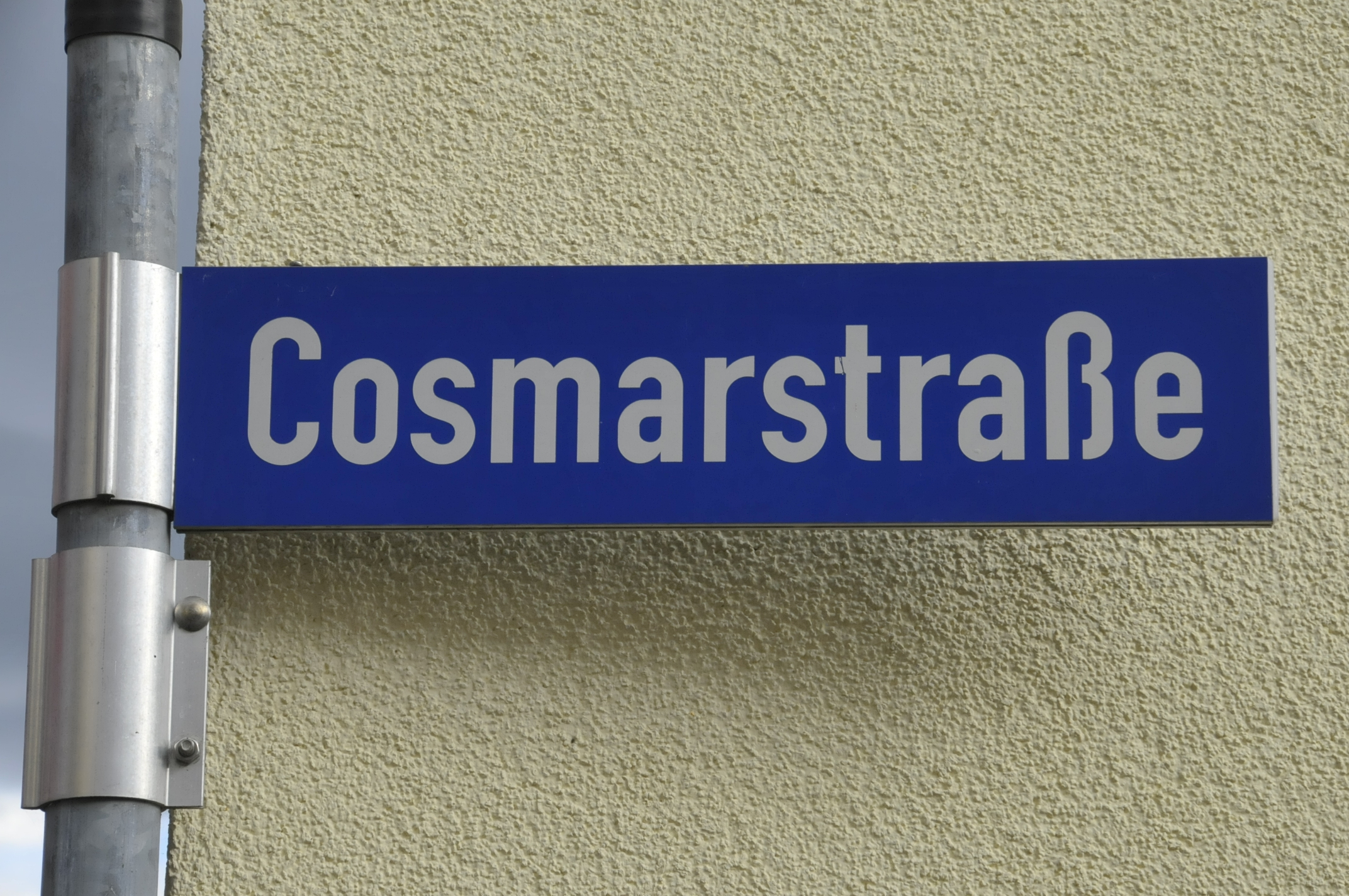
Cosmar-Straßenschild in Gothas Westen

Julius Cosmar (* 17. Juni 1820 in Stettin; † 21. Juli 1899 in Gotha) war ein Gutsbesitzer und Wohltäter der thüringischen Stadt Gotha.

## Leben
Cosmar war Gutsbesitzer des Erbpachtgutes Workallen im ostpreußischen Kreis Mohrungen. Sechs Jahre vor seinem Tod kam er mit seiner Frau Katharine, geb. Hirt (* 7. April 1824 in Kassel, † 24. Oktober 1908 in Gotha) im Jahre 1893 von Charlottenburg nach Gotha und wurde einer der größten Wohltäter der Stadt. Anonym überwies das Ehepaar anlässlich seiner Goldenen Hochzeit der Stadt einen Betrag von 700.000 Goldmark für die Armen der Stadt, der allerdings erst nach dem Tode von Julius Cosmar im Jahre 1899 der Stadt für gemeinnützige Zwecke übergeben wurde. Das Geld floss in die im gleichen Jahr errichtete Cosmar-Stiftung ein. Das Herzogliche Museum Gotha erhielt aus seinem Nachlass die Kunstsammlung.
Das Grab des Ehepaars Cosmar befindet sich auf dem Hauptfriedhof Gotha im Ehrenbürgerhain hinter der Wartehalle.
Julius Cosmar zu Ehren wurde in Gotha eine Straße benannt, die jetzt von der Straße Am Tivoli gekreuzt wird, in der das Tivoli steht, Gründungsstätte der Sozialistischen Arbeiterpartei Deutschland (SAP), des unmittelbaren Vorgängers der SPD. 1971 wurde  die Cosmarstraße in „Straße der Pariser Kommune“ umbenannt, erhielt allerdings nach der Wende wieder ihren alten Namen.